# Виттенберг, Генри
Генри Виттенберг (англ. Henry Wittenberg; 18 сентября 1918, Джерси-Сити, штат Нью-Джерси, США — 9 марта 2010, Сомерс, штат Нью-Йорк, США) — американский борец вольного стиля, олимпийский чемпион Игр в Лондоне (1948).
Начал заниматься борьбой в колледже и продолжил — в университете. В 1939 году стал чемпионом США в среднем весе (вольный стиль). 9-кратный чемпион США. С 1939 года вплоть до Олимпийских игр в 1952 года в Хельсинки Виттенберг не потерпел ни одного поражения.
В 1948 году стал чемпионом Игр в Лондоне в весе до 87 кг, на следующей Олимпиаде 1952 года в Хельсинки в финальной схватке уступил шведу Викингу Пальму и стал серебряным призёром.
В 1967—1980 гг. на тренерской работе в Университете Иешива и Сити Колледже. В 1968 году являлся главным тренером американских борцов греко-римского стиля.
Член Зала славы борьбы США (1977).